# Prima Lega (hockey su ghiaccio)
La Prima Lega, conosciuta anche come Regio League, è il quarto campionato per importanza di hockey su ghiaccio in Svizzera, formato da 23 squadre divise in 2 gironi.

## Storia

### Denominazioni
- 1947-1962: Serie A
- dal 1962: Prima Lega

## Partecipanti stagione 2019-2020

### Regione Est (12 squadre)
- Bellinzona
- Burgdorf
- Frauenfeld
- Herisau
- PIKES Oberthurgau
- Prättigau-Herrschaft
- Reinach
- Rheintal
- Lucerna
- EHC Wetzikon
- Wil
- Argovia Stars

### Regione Ovest (11 squadre)
- Adelboden
- Franches-Montagnes
- Ginevra-Servette[1]
- Saastal
- Saint-Imier
- Université Neuchâtel
- Unterseen-Interlaken
- Vallée de Joux
- Yverdon-les-Bains
- Sion
- Star Forward

## Svolgimento del campionato
Le squadre si affrontano 2 volte per stagione (in casa e fuori); le prime otto dei 2 gironi si qualificano per i playoff, che si svolgono in una serie ad eliminazione diretta al meglio delle 5 partite. La squadra vincitrice dei playoff è promossa in MySports League.